# Richia pyrsogramma
Richia pyrsogramma là một loài bướm đêm trong họ Noctuidae.